# Madagaskar-Wiedehopf

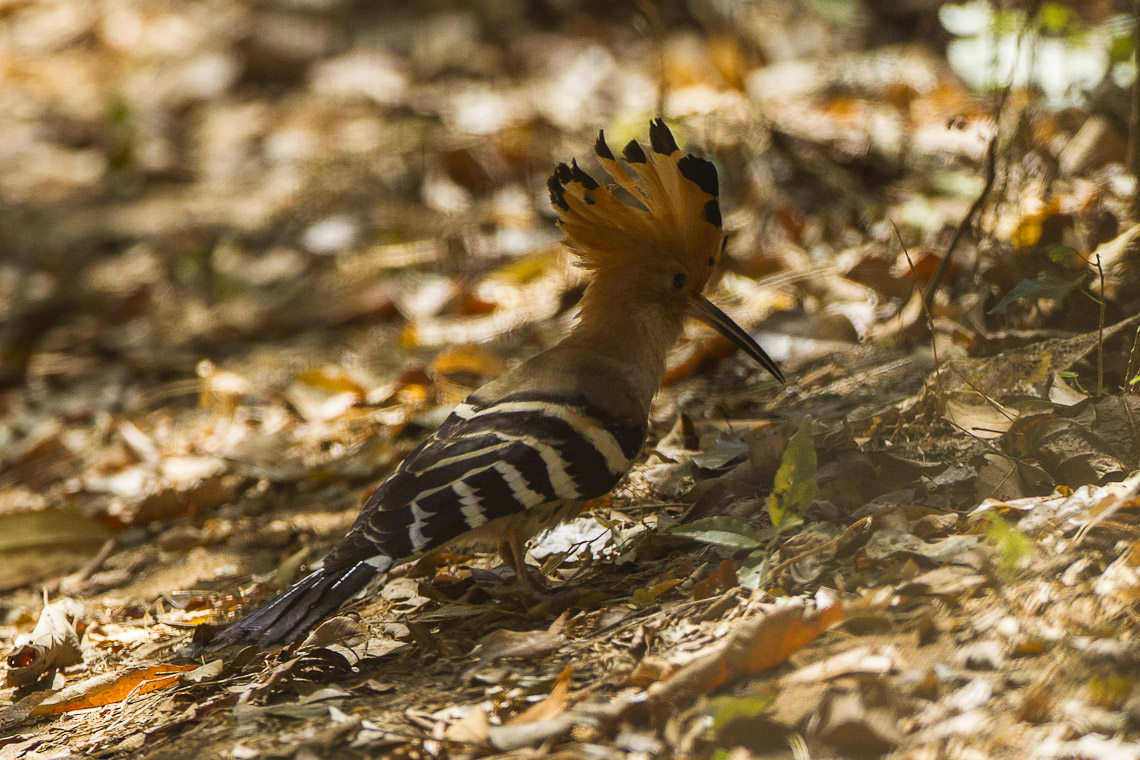
Madagaskar-Wiedehopf im Nationalpark Ankarafantsika

Der Madagaskar-Wiedehopf (Upupa marginata) ist ein endemisch auf Madagaskar vorkommender Vogel aus der Familie der Wiedehopfe (Upupidae). Er wurde als eigenständige Art anerkannt und galt früher als Unterart des Wiedehopfs (Upupa epops).

## Merkmale
Der Madagaskar-Wiedehopf erreicht eine Länge von 32 Zentimetern und ein Gewicht von 57 bis 91 Gramm. Charakteristisch sind die kontrastreich schwarz-weiß gebänderte Flügelzeichnung, der lange, gebogene Schnabel sowie die aufrichtbare Federhaube, deren Enden schwarz gefärbt sind. Der Schwanz ist schwarz mit einem weißen Querstreifen in der Mitte, der Bauch cremefarben. Der übrige Körper ist rostbraunrot. Die Geschlechter ähneln einander, die Weibchen sind etwas blasser gefärbt. Der Schnabel ist bei beiden Geschlechtern an der Spitze schwärzlich, an der Basis bräunlich. Die Iris ist dunkelbraun, die Beine haben eine graubraune Farbe.

## Stimme
Der Ruf besteht aus einem leicht fallenden Triller, der wie ‚rrrrrru‘ klingt, etwa 1,5 bis 2,5 Sekunden andauert und in Abständen von drei bis zehn Sekunden wiederholt wird.

## Ähnliche Arten
Der Wiedehopf (Upupa epops) ist etwas kleiner (Länge bis 28 Zentimeter), hat einen dünneren Schnabel, einen kürzeren Schwanz und unterscheidet sich durch seinen Gesang, der aus meistens drei (zwei bis fünf) dumpfen, rohrflötenähnlichen Elementen auf ‚u‘ (auch ‚up‘ oder ‚pu‘) besteht. Er kommt auf Madagaskar nicht vor.

## Verbreitung und Lebensraum
Das Verbreitungsgebiet des Madagaskar-Wiedehopfs umfasst nahezu die gesamte Insel Madagaskar. Er besiedelt bevorzugt offene Buschlandschaften, Plantagen und Parkanlagen. Die Höhenverbreitung im Zentrum der Insel reicht bis auf 1500 Meter.

## Lebensweise
Die Vögel ernähren sich in erster Linie von verschiedenen Insekten (Insekta), beispielsweise von Fliegen, Käfern, Raupen und Heuschrecken, die vorzugsweise auf dem Erdboden gesucht werden. Die Hauptbrutsaison fällt in die Monate Oktober und November. Die Paare leben monogam. Über den Nestbau liegen nur unvollständige Angaben vor. Einzelne Nester wurden in Baumhöhlen in Höhen zwischen 1,5 und 3,0 Meter über dem Boden gefunden. Das Nest wird mit einem bis zu sechs Eiern bestückt, die vom Weibchen ausgebrütet werden. Die Eier haben eine weißblaue bis blass graublaue Farbe und sind zuweilen mit rotbraunen Sprenkeln versehen. Brut- und Nestlingszeit sind nicht bekannt.

## Gefährdung
Der Madagaskar-Wiedehopf  ist auf Madagaskar weit verbreitet und wird demzufolge von der Weltnaturschutzorganisation IUCN als  „least concern = nicht gefährdet“ klassifiziert.